# چورس
چورس، روستایی است از توابع شهرستان چایپاره در استان آذربایجان غربی ایران.
واژه‌شناسی
چورس یک کلمه ارمنی به معنای چهار است و گفته می‌شود این نامگذاری به خاطر آن است که در زمان حکومت ارامنه در منطقه، چورس چهارمین شهر بزرگ ارامنه بوده و همچنین گفته می‌شود این نام گذاری به خاطر وجود چهار قلعه در اطراف آن است.
روستای تاریخی و زیبای «چورس» با قدمتی هشت هزار ساله از توابع شهرستان چایپاره در آذربایجان غربی است. باستان شناسان ایرانی و اتریشی در کاوش‌های تپه «آناقیزلی» این روستا به آثار مربوط به سکونت انسان در دوره نوسنگی دست یافته‌اند. علاوه بر آثار تاریخی، طبیعت زیبای روستای چورس نیز قابل توجه است، قرار گرفتن آن در دامنه کوه موسوم به 'سفرداغی'، باعث به وجود آمدن چشم‌انداز و طبیعت زیبا شده‌است. آثار دیدنی متعددی در این روستا قابل توجه است از جمله مسجد 'مرتضی قلی خان' معروف به 'قیرمیزی مسجد'، 'بوزخانا ' یا یخچال، چشمه 'ایشیق بولاغی'، تپه 'آنا قیزلی' و 'سفرداغی' از مکانهای گردشگری این روستای هشت هزار ساله بشمار می‌روند.
آثار ثبت شده تاریخی: 
امروزه در روستای چورس شش اثر ثبتی وجود دارد که در داخل و اطراف روستا پراکنده شده‌اند. این آثار شامل بنای مسجد قرمز چورس (دوره صفویه)، بنای یخچال (دوره صفویه)، تپه و قلعه ملا جنید (قرون میانی اسلامی)، بنای حمام قدیمی (قاجاری) تپه بزرگ (اورارتو) و تپه آناقیزلی (دوره مفرغ قدیم و اورارتو) می‌باشند. در منابع تاریخی به وجود چند حمام، کاروانسرا، مسجد و دیگر بناهای عام‌المنفعه در روستا اشاره شده است که امروزه اثری از آنها وجود ندارد.

## موقعیت جغرافیایی
این روستا در ۶ کیلومتری جنوب شرقی شهر قره ضیاالدین، در دامنه کوه صفرداغی وقره تپه و در ۴۶ کیلومتری شهر خوی قرار دارد.
در جنوب آن روستای دل کندی، درسمت غرب و شمال غرب روستای قنات میرزاجلیل و خانقاه چورس، در جنوب غربی روستای چیرکندی، در شمال آن شهر قره‌ضیاءالدین و در سمت مشرق آن روستاهای بیگ درویش و اله وردی کندی قرار دارد.

## جمعیت
این روستا در دهستان چورس قرار داشته و براساس سرشماری مرکز آمار ایران در سال ۱۳۹۵، جمعیت این روستا برابر با ۲٬۰۸۱ نفر (۶۶۰ خانوار) بوده‌است. 

## وجه تسمیه چورس

### چورس در لغت‌نامه دهخدا
لغت‌نامه دهخدا دربارهٔ چورس این چنین می‌نویسد:
چورس، نام قریه‌ای از قراء ماکو در مغرب نخجوان واقع در آذربایجان غربی که در زمان شاه عباس صفوی سلمان خان سورباشی دنبلی در آنجا حکومت داشت.

## تاریخچه
بر اساس کاوش‌های به عمل آماده توسط گروهی از باستان شناسان ایرانی و اتریشی و آلمانی به مورخه پاییز سال ۹۵شمشی در تپه اناقیزلی چورس آثاری به قدمت هشت هزار سال یافته شده است؛ که به علت رسیدن فصل سرما کاوش تعطیل گردید.
همچنین برای کاوش و مطالعه بیشتر در تاریخ این منطقه، طرح دوازده سال کاوشگری از طرف اداره کل میراث فرهنگی و گردشگری صادر گردیده است.

## مناطق گردشگری چورس

### قیرمیزی مسجید
مسجد مرتضی قلی خان دنبلی معروف به قیرمیزی مسجید (به ترکی آذربایجانی:Qırmızı Məscid)در ضلع شمال شرقی روستا واقع شده است. بر اساس کتیبه‌ای که امروزهاز بین رفته و فقط محل آن باقی‌مانده است می‌توان تاریخ این بنا را دوران صفویه ذکر کرد. پلان این مسجد به فرم مربع است و شبستان مسجد چهار ستون سنگی تراش با سر ستون نقش ساده دارد و سقف مسجد به صورت طاق و گنبدی است.
- - مشخصات مسجد:

مسجد بنایی به طول و عرض ۱۹ * ۹۱ متر و با زیر بنایی به مساحت تقریبی ۳۶۰ متر مربع دارای چهار ستون سنگی در داخل مسجد که طاقها و گنبدهای مسجد بر روی این ستون‌ها استوار است تماماً سنگی و به صورت هشت بعدی و در بالای ستون‌ها چهار بعدی و بزرگتر است ارتفاع هر ستون ۲ متر و محیط ستون‌ها در پایین ۶۰/۲ و در بالای ستون ۳۳/۳ متر است ارتفاع سقف ازکف مسجد در محل قوس هر ستون و دیوار ۴ متر و در وسط گنبدها حدود ۶ متر است کنده کاری مختصری نیز که به ستون‌ها شکل یک گل را می‌دهد دیده می‌شود طاق مقرنس مسجد از آجر پخته ساخته شده و دیوارهای ضخیم آن از درون مسجد از سنگ به «قیرمیزی مسجید» ناشی از همین قرمز رنگ بودن تمام آجرها است.

### خاچ قوشون
خاچ به معنی صلیب و قوشون نیز در معنی سپاه است. گفته می‌شود در این محل جنگ شدیدی میان مسلمانان و ارامنه درگرفته است.

### بوزخانا
در قدیم از بوزخانا (یخچال یا سردابی) به عنوان محلی خنک در نگه‌داری یخ استفاده می‌شده است. این اثر در ضلع شرقی چورس، غرب قلعه کوچک و شمال شرقی «قئرمیزی مسجد» واقع است.
فضای داخلی این بنا به شکل مربع به ابعاد ۱۰*۶/۵ متر است و دو نیم ستون در هر طرف، طاق را در بنا نگهداری می‌کنند. مصالح به کار رفته در این بنا سنگ‌های تراش خورده مالون و سنگ‌های کوچک و بزرگ آهکی با ملات آهک با دانه بندی درشت است. از سنگ معماری و مصالح به کار رفته در آن می‌توان گفت احتمالاً این بنا در دوره صفویه ساخته شده است.

### بویوک قالا و چیچیک قالا (قلعه بزرگ وکوچک)
قلعه‌ای بنا بر اقوال قدیمی آب از بالای قلعهٔ بزرگ توسط لوله‌های سفالی به بالای قلعهٔ کوچک و اصلی می‌رسیده است.

### نقش زیبای صلیب
سنگی است که نقش صلیبی روی آن حکاکی شده است.

### ایشیق بولاغی
چشمه طبیعی که قسمتی از آب شرب روستاییان نیز از آن تأمین می‌شود. «بولاق» در ترکی آذربایجانی به معنی چشمه و ایشیق به معنی روشنایی است.

### باغ زیبای مامال
این باغ دارای تعدادی درخت انجیر خودرو و وحشی است.

### مکان‌های دیدنی از بین رفته

#### باغ مرحوم حاجی سلیمان
کودکان و جوانان آن زمان مزه و طعم آلوچه‌ها و چغاله بادام‌های او را فراموش نکرده‌اند و هنوز شعرهای چاقاله دزدی از باغ ایشان را به یاد دارند. این باغ اکنون به زمین بدون درخت تبدیل شده است.

#### باغ صفر (سئوَر ویا سَوَر) گورونمز
این باغ در مسیر جاده قدیمی چورس - خوی و در پشت تپه‌ای قرار داشت که کوه «صفرداغی (سئور داغی یا سَوَر داغی)» از پشت آن ناپیدا بود.
- آغالیق باغی: عمارت خان در آن واقع بود. دو تا از طاق‌های عمارت خانی هنوز پابرجاست و بقیه عمارت فرو ریخته است. باغی به نام «دالی باغ» نیز وجود داشت که باغ دوم خان محسوب می‌گردید.